# Sheboygan Falls
Sheboygan Falls ist eine Stadt (mit dem Status „City“) im Sheboygan County im US-amerikanischen Bundesstaat Wisconsin. Im Jahr 2010 hatte Sheboygan Falls 7775 Einwohner.

## Geografie
Sheboygan Falls liegt im Südosten Wisconsins beiderseits des Sheboygan River, der rund 10 km östlich in den Michigansee mündet.
Die geografischen Koordinaten von Sheboygan Falls sind 43°43′45″ nördlicher Breite und 87°48′38″ westlicher Länge. Das Stadtgebiet erstreckt sich über eine Fläche von 5,41 km².
Nachbarorte von Sheboygan Falls sind Howards Grove (12,5 km nördlich), Sheboygan (9 km ostnordöstlich), Oostburg (14,2 km südlich), Hingham (14 km südwestlich), Waldo (13,7 km westsüdwestlich) und Plymouth (14,2 km westlich).
Die nächstgelegenen größeren Städte sind Green Bay (106 km nördlich), Appleton (96,5 km nordwestlich), Wisconsins Hauptstadt Madison (168 km südwestlich), Wisconsins größte Stadt Milwaukee (86 km südlich) und Chicago in Illinois (232 km in der gleichen Richtung).

## Verkehr
Der vierspurig ausgebaute Wisconsin State Highway 23 verläuft in West-Ost-Richtung entlang der nördlichen Stadtgrenze. Auf Höhe des Stadtzentrums kreuzt der WIS 32, der in Nord-Süd-Richtung als Hauptstraße durch Sheboygan Falls führt. Im Süden der Stadt kreuzt der WIS 32 den in West-Ost-Richtung verlaufenden WIS 28. Alle weiteren Straßen sind untergeordnete Landstraßen, teils unbefestigte Fahrwege sowie innerörtliche Verbindungsstraßen.
Durch Sheboygan Falls führt eine Eisenbahnlinie für den Frachtverkehr der Wisconsin and Southern Railroad (WSOR).
Mit dem Sheboygan County Memorial Airport befindet sich 6,6 km nordwestlich ein kleiner Flugplatz. Die nächsten Verkehrsflughäfen sind der Austin Straubel International Airport in Green Bay (111 km nördlich) und der Milwaukee Mitchell International Airport in Milwaukee (96,1 km südlich).

## Bevölkerung
Nach der Volkszählung im Jahr 2010 lebten in Sheboygan Falls 7775 Menschen in 3480 Haushalten. Die Bevölkerungsdichte betrug 1437,2 Einwohner pro Quadratkilometer. In den 3480 Haushalten lebten statistisch je 2,22 Personen.
Ethnisch betrachtet setzte sich die Bevölkerung zusammen aus 96,1 Prozent Weißen, 0,6 Prozent Afroamerikanern, 0,3 Prozent amerikanischen Ureinwohnern, 0,9 Prozent Asiaten sowie 0,8 Prozent aus anderen ethnischen Gruppen; 1,4 Prozent stammten von zwei oder mehr Ethnien ab. Unabhängig von der ethnischen Zugehörigkeit waren 2,5 Prozent der Bevölkerung spanischer oder lateinamerikanischer Abstammung.
22,3 Prozent der Bevölkerung waren unter 18 Jahre alt, 60,0 Prozent waren zwischen 18 und 64 und 17,7 Prozent waren 65 Jahre oder älter. 52,0 Prozent der Bevölkerung waren weiblich.
Das mittlere jährliche Einkommen eines Haushalts lag bei 58.283 USD. Das Pro-Kopf-Einkommen betrug 26.178 USD. 8,1 Prozent der Einwohner lebten unterhalb der Armutsgrenze.

## Bekannte Bewohner
- George H. Brickner (1834–1904) – demokratischer Abgeordneter des US-Repräsentantenhauses (1889–1895) – lebte lange in Sheboygan Falls und ist hier beigesetzt
- Marsena E. Cutts (1833–1883) – republikanischer Abgeordneter des US-Repräsentantenhauses (1881–1883) – arbeitete als Lehrer in Sheboygan Falls
- Ed Lewis (1891–1966) – Berufsringer – geboren und aufgewachsen in Sheboygan Falls
- Charles H. Weisse (1866–1919) – demokratischer Abgeordneter des US-Repräsentantenhauses (1903–1911) – geboren und aufgewachsen in Sheboygan Falls